# De Adelaarshorst
De Adelaarshorst (neerlandès: El niu de l'àliga ) és un estadi polivalent a Deventer, Països Baixos. Actualment s'utilitza principalment per a partits de futbol i és l'estadi local dels Go Ahead Eagles. L'estadi té capacitat per a 10.400 persones i es va construir l'any 1920.
L'estadi va acollir un partit de classificació per a la Copa del Món de la FIFA de 1974 entre els Països Baixos i Islàndia (que nominalment estaven acollint el partit). Els neerlandesos van guanyar el partit per 8-1.